# Cloud9
Cloud9 IDEはオンラインIDE（統合開発環境）であり、バージョン2.0からバージョン3.0までのオープンソースとして公開されている。C、C++ 、PHP、Ruby、Perl、Python 、Node.jsを伴うJavaScript 、Goなどの複数のプログラミング言語に対応している。 
ほとんどがJavaScriptにより記述され、バックエンドでNode.jsを使用する。エディターコンポーネントはAceを使用する。 
Cloud9は、2016年7月にAmazonに買収され 、Amazon Web Services（AWS）の一部になった。 新規ユーザーは、AWSアカウントを介してのみCloud9サービスを使用できる 。
2018年3月以降もCloud9の元のWebサイト上の既存のアカウントは使用できたが、新規アカウントは作成できなくなった。 
2019年4月2日に、Cloud9は、ユーザーが2019年6月30日以降、c9.io（＝別名「オリジナルバージョン(元のバージョン)」、Amazon Cloud9ではない）では、ワークスペースを新たに作成したり古いワークスペースを使用したりすることはできなくなると発表した。 

## 特徴
古いバージョンの機能には、スニペットと識別子の自動コード補完 、括弧とブラケットの一致、デバッガー、行番号とエラーまたは警告が表示されるガター(gutter)が含まれていた。 
Cloud9 IDEは、C#、C / C++、Java、JavaScript、Python、Rubyなどのさまざまな言語の構文の強調表示も提供した。 
特にJavaScriptについては、リアルタイムの言語分析、コードの再フォーマット、およびリファクタリング機能を提供した。 
また、拡張性とカスタマイズ性があり、ユーザーがテーマ、プラグイン、キー割り当てを変更して好みの設定を行えるようにした。 
オンラインIDEとして、複数のカーソルを提供することで複数のユーザーからの同時編集を可能にし、プライベートプロジェクトとパブリックプロジェクトの作成をサポートした。ユーザーは、ファイルをプロジェクトにドラッグアンドドロップし、タブを使用して複数のファイルを管理することもできるようになった。プロジェクトは、GitHubやBitbucketなどのコラボレーションプラットフォームだけでなく、MercurialおよびGitリポジトリとの統合も可能になった。 
その他の機能： 
- npmおよび基本的なUnixコマンドを備えた組み込み端末
- ビルトイン画像エディター
- 次のコードリポジトリのサポート： 
  - FTPサーバー
- 以下への展開のサポート： 
  - Heroku
  - Joyent
  - Microsoft Azure [7]
  - Google App Engine [8]
  - SFTP / FTP [9]

## 企業について
2010年に設立され、サンフランシスコとアムステルダムを拠点とするCloud9 IDEは非公開企業だった。 Cloud9 IDEは、 Accel Partnersおよび製品開発ソフトウェア会社Atlassian SoftwareからシリーズAで550万ドルの資金を調達した。
2016年7月14日、Cloud9はAmazon.comに買収されたことを発表した。

## 使い方
Cloud9は、 BeagleBone Black シングルボードコンピューター用のネイティブIDEであり、主にBonescriptと呼ばれるnode.jsの拡張でプログラムされている。